# Frank Reddout
Franklin P. "Frank" Reddout (nacido en 1931 en Naples, Nueva York) es un exjugador de baloncesto estadounidense que disputó una temporada en la NBA. Con 1,93 metros de estatura, jugaba en la posición de alero.

## Trayectoria deportiva

### Universidad
Jugó durante tres temporadas en los Orange de la Universidad de Syracuse, en las que promedió 10,0 puntos por partido. El 9 de febrero de 1952 estableció el récord de su universidad de rebotes en un partido, al lograr 35 ante Temple. Consiguió 20 en la primera mitad, ambos récords todavía vigentes hoy en día. En su última temporada también estableció el récord de más puntos en un partido, con los 40 conseguidos ante Canisius College, que fue batido dos años más tarde por Eddie Miller.

### Profesional
Fu elegido en la vigésimo tercera posición del Draft de la NBA de 1953 por los Rochester Royals, con los que disputó 7 partidos, en los que promedió 1,9 puntos y 1,3 rebotes. Posteriormente tuvo que dejar el equipo debido a sus obligaciones con el servicio militar.

## Estadísticas de su carrera en la NBA

### Temporada regular
| Temporada | Edad | Equipo           | Liga | Pos. | P | TIT | MIN | TC  | TCA | %TC  | 3P | 3PA | %3P | TL  | TLA | %TL  | R.OF. | R.DEF. | REB | ASIS | ROB | TAP | PER | FP  | PTS |
| 1953-54   |      | Rochester Royals | NBA  |      | 7 |     | 2.6 | 0.7 | 0.9 | .833 |    |     |     | 0.4 | 0.6 | .750 |       |        | 1.3 | 0.0  |     |     |     | 0.9 | 1.9 |
| Total     |      |                  | NBA  |      | 7 |     | 2.6 | 0.7 | 0.9 | .833 |    |     |     | 0.4 | 0.6 | .750 |       |        | 1.3 | 0.0  |     |     |     | 0.9 | 1.9 |